# Гамфрі Боґарт
Га́мфрі ДеФо́рест Бо́ґарт (англ. Humphrey DeForest Bogart; 25 грудня 1899 — 14 січня 1957) — американський кіноактор, один із провідних представників кіножанру «нуар», відомий своїм амплуа жорсткої й цинічної, але шляхетної людини. Його стиль гри став зразком для численних акторів Європи й Америки, включно з Жаном-Полем Бельмондо.

## Біографія
Боґарт почав кар'єру на Бродвеї у 1921, на початку 1930-х перейшов у кіно. Часто виконував ролі злочинців. Уперше одержав сприятливі видгуки за гру у фільмі «Скам'янілий ліс» (1936). Успіх прийшов з фільмами «Висока Сьєрра» (1941) і «Мальтійський сокіл» (1941), а фільм «Касабланка» (1942) приніс йому статус зірки. За роль у фільмі «Африканська королева» (1951) отримав нагороду «Оскар» як найкращий актор.
У фільмографії актора налічується 75 фільмів. 1999 року Американський інститут кіномистецтва помістив Боґарта на перше місце у своєму списку 100 найвизначніших зірок американського кіно за 100 років.

## Вибрана фільмографія
- 1956 — Тим важче падіння / The Harder They Fall, реж. Марко Робсон
- 1955 — Ми — не янголи / We're No Angels, реж. Майкл Кертіс
- 1955 — Ліва рука Бога / The Left Hand of God, реж. Едвард Дмитрик
- 1955 — Години розпачу / The Desperate Hours, реж. Вільям Вайлер
- 1954 — Босонога графиня / The Barefoot Contess, реж. Джозеф Л. Манкевич
- 1954 — Сабріна / Sabrina, реж. Біллі Вайлдер
- 1954 — Заколот на «Каїні» / The Caine Mutiny, реж. Едвард Дмитрик
- 1953 — Осором диявола / Beat the Devil, реж. Джон Г'юстон
- 1951 — Африканська королева / The African Queen, реж. Джон Г'юстон
- 1951 — Сірокко / Sirocco, реж. Кертіс Бернгардт
- 1950 — У затишному місці / In a Lonely Place, реж. Ніколас Рей
- 1950 — Блискавка за блискавкою / Chain Lighting, реж. Стюарт Гейслер[en]
- 1949 — Токійський Джо / Tokyo Joe, реж. Стюарт Гейслер
- 1949 — Постукайте в будь-які двері / Knock on Any Door, реж. Ніколас Рей
- 1948 — Риф Ларго / Key Largo, реж. Джон Г'юстон
- 1948 — Скарби Сьєрра-Мадре / The Treasure of the Sierra Madre, реж. Джон Г'юстон
- 1947 — Темний прохід / Dark Passage, реж. Делмер Дейвіс
- 1946 — Великий сон / Big Sleep, реж. Говард Гокс
- 1945 — Конфлікт / Conflict, реж. Кертіс Бернгард
- 1944 — Мати й не мати / To Have and Have Not, реж. Говард Гокс
- 1944 — Поїздка в Марсель / Passage to Marseille, реж. Майкл Кертіс
- 1943 — Сахара / Sahara, реж. Золтан Корду
- 1942 — Через океан / Across the Pacific, реж. Джон Г'юстон
- 1942 — Касабланка / Casablanca, реж. Майкл Кертіс
- 1941 — Мальтійський сокіл / Maltese Falcon, реж. Джон Г'юстон
- 1941 — Висока Сьєрра / Hight Sierra, реж. Рауль Волш
- 1940 — Вони їздяти вночі / They Drive By Night, реж. Рауль Волш
- 1940 — Вірджинія-сіті / Virginia City, реж. Майкл Кертіс
- 1939 — Ревучі двадцяті / The Roaring Twenties, реж. Рауль Волш
- 1939 — Король підпільного світу / King of The Underworld, реж. Льюїс Сейлер
- 1938 — Кружляй свою подругу[en] / Swing your lady, реж. Рей Енрайт
- 1938 — Янголи з брудними обличчями / Angels with Dirty Faces, реж. Майкл Кертіс
- 1937 — Глухий кут / Dead End, реж. Вільям Вайлер
- 1937 — Чорний легіон / Black Legion, реж. Арчі Мейо
- 1936 — Кулі або бюлетені / Bullets or Ballots, реж. Вільям Кітлі
- 1936 — Скам'янілий ліс / The Pertified Forest, реж. Арчі Мейо
- 1932 — Троє разом /Three On a Match, реж. Мервін Лерой
- 1931 — Погана сестра / The Bad Sister, реж. Гобарт Генлі
- 1930 — Вгору по річці / Up the River, реж. Джон Форд